# 多賀太
多賀 太（たが ふとし、1968年 - ）は、日本の教育社会学者。関西大学文学部教授。

## 人物
愛媛県宇和島市生まれ。愛媛県立宇和島東高等学校を経て、1991年九州大学教育学部卒業、1996年同大学院博士課程教育学研究科単位取得満期退学。1999年、「男性のジェンダー形成に関する研究」で九州大学から博士（教育学）の学位を取得。久留米大学文学部助教授、関西大学文学部准教授などを経て、2009年から同教授。一般社団法人ホワイトリボンキャンペーン・ジャパン共同代表。

## 著書

### 単著
- 『男性のジェンダー形成 <男らしさ>の揺らぎのなかで』東洋館出版社 2001
- 『男らしさの社会学 揺らぐ男のライフコース』世界思想社 2006
- 『男子問題の時代？ 錯綜するジェンダーと教育のポリティクス』学文社 2016

### 共編著
- 『子どもへの現代的視点 住田正樹教授九州大学退職記念論文集』住田正樹共編著 北樹出版 2006
- 『揺らぐサラリーマン生活 仕事と家庭のはざまで』編著 ミネルヴァ書房 2011
- 『よくわかる教育社会学』酒井朗,中村高康共編著 ミネルヴァ書房 やわらかアカデミズム・〈わかる〉シリーズ 2012
- 『男性の非暴力宣言 ホワイトリボン・キャンペーン』伊藤公雄,安藤哲也共著 岩波ブックレット 2015

翻訳
- R.コンネル『ジェンダー学の最前線』監訳 世界思想社 2008

## 論文
- 多賀太（CiNii Articles 検索）